# Amália Rodrigues
Amália da Piedade Rodrigues GCSE • GCIH (Lisboa, 23 de julho de 1920 – Lisboa, 6 de outubro de 1999) foi uma cantora, actriz e fadista portuguesa, geralmente aclamada como a voz de Portugal e uma das mais brilhantes cantoras do século XX. É a artista portuguesa mais bem sucedida de todos os tempos e está enterrada no Panteão Nacional, entre outras ilustres figuras portuguesas.
Tornou-se conhecida mundialmente como a Rainha do Fado e, por consequência, devido ao simbolismo que este género musical tem na cultura portuguesa, foi considerada por muitos como uma das suas melhores embaixadoras no mundo. Aparecia em vários programas de televisão pelo mundo afora, onde não só cantava fados e outras músicas de tradição popular portuguesa, como ainda canções contemporâneas (iniciando o chamado fado-canção) e mesmo alguma música de origem estrangeira (francesa, americana, espanhola, italiana, mexicana e brasileira). Marcante contribuição sua para a história do Fado, foi a novidade que introduziu de cantar poemas de grandes autores portugueses consagrados, depois de musicados, de que é exemplo a lírica de Luís de Camões ou as cantigas e trovas de D. Dinis. Teve ainda ao serviço da sua voz a pena de alguns dos maiores poetas e letristas seus contemporâneos, como David Mourão Ferreira, Pedro Homem de Mello, José Carlos Ary dos Santos, Alexandre O'Neill ou Manuel Alegre. Amália Rodrigues falava e cantava em castelhano, galego, francês, italiano e inglês. Em 1943 iniciou sua carreira internacional, actuando no Teatro Real de Madrid. Entre 1944 e 1945, ficou oito meses em cartaz no Casino Copacabana. A sua estreia no cinema deu-se em 1947, com o filme Capas Negras, considerado um marco no cinema europeu e latino, tendo ficado mais de um ano em cartaz e sendo o maior sucesso do cinema lusitano até hoje. A canção "Coimbra", atingiu a segunda posição da Music Chart Popularity — a tabela de êxitos musicais predecessora da Billboard Hot 100 — da revista estadunidense Billboard, em 1952. Em maio de 1954, Amália foi capa da mesma revista, pois o álbum Amália in Fado & Flamenco atingiu a primeira posição entre os mais vendidos nos Estados Unidos. Neste mesmo ano, atuou no Radio City Music Hall em Nova Iorque por 4 meses. Na década de 1970, embora estivesse no auge da sua fama internacional, sua imagem em Portugal foi afetada por falsos rumores de que Amália tinha ligações com o regime do Estado Novo, de António de Oliveira Salazar. Na verdade, o antigo regime censurou muitos de seus fados. Amália reconquistou a popularidade com o povo português, cantou o hino da Revolução dos Cravos, a canção "Grândola, Vila Morena" e deu clandestinamente dinheiro ao Partido Comunista Português.
Até à sua morte, em outubro de 1999, 170 álbuns haviam sido editados com seu nome em 30 países, vendendo mais de 30 milhões de cópias em todo o mundo, número 3 vezes maior que a população de Portugal.

## Biografia

### Infância
Amália era filha de Albertino de Jesus Rodrigues (Castelo Branco, 8 de junho de 1888 – São João de Deus, Lisboa, 13 de maio de 1962), um músico, correeiro e sapateiro de profissão que, para sustentar os quatro filhos e a mulher Lucinda da Piedade Rebordão (São Martinho, Fundão, 2 de maio de 1892 — Graça, Lisboa, 23 de novembro de 1986), tentou a sua sorte em Lisboa. Amália nasceu a 1 de julho de 1920, porém apenas foi registada dias depois, tendo no seu assento de nascimento como nascida às cinco horas de 23 de julho de 1920, na rua Martim Vaz, na freguesia lisboeta da Pena. Amália pretendia, no entanto, que o aniversário fosse celebrado a 1 de julho ("no tempo das cerejas"), e dizia: Talvez por ser essa a altura do mês em que havia dinheiro para me comprarem os presentes. No entanto, pesquisas recentes concluíram que nasceu no Fundão em 1 de julho de 1915, mas por falta de dinheiro para pagar os emolumentos do registo, elevados para gente de fracos recursos, apenas foi registada em 1920 em Lisboa, com data declarada obrigatoriamente dentro do prazo de sete dias após o nascimento, para evitar fortíssimas penalizações. Para todos os efeitos a data válida é a oficial.
Catorze meses depois, o pai, não tendo arranjado trabalho, volta com a família para o Fundão. Amália fica com os avós maternos na capital, António Joaquim Rebordão e Ana do Rosário Bento. A sua faceta de cantora cedo se revela. Amália era muito tímida, mas começa a cantar para o avô e os vizinhos, que lhe pediam. Na sua infância e juventude, cantarolava tangos de Carlos Gardel e canções populares que ouvia e lhe pediam para cantar.
Aos 9 anos, a avó, analfabeta, manda Amália para a escola, que tanto gostava de frequentar. Contudo, aos 12 anos tem que interromper a sua escolaridade como era frequente em casas pobres. Escolhe então o ofício de bordadeira.
Aos 14 anos decide ir viver com os pais, que entretanto regressam a Lisboa. Mas a vida não é tão boa como em casa dos avós. Amália tinha que ajudar a mãe e aguentar o irmão mais velho, autoritário. Trabalha como bordadeira, engomadeira e tarefeira.
Aos 15 anos vai vender fruta para a zona do Cais da Rocha, e torna-se notada devido ao especialíssimo timbre de voz. Integra a Marcha Popular de Alcântara (nas festividades de Santo António de Lisboa) de 1935. O ensaiador da Marcha insiste para que Amália se inscreva numa prova de descoberta de talentos, chamada Concurso da Primavera, em que se disputava o título de Rainha do Fado. Amália acabaria por não participar, pois todas as outras concorrentes se recusavam a competir com ela.
Conhece nessa altura o seu futuro marido, Francisco da Cruz (c. 1915 – ?), um guitarrista amador, com o qual casará em 1940. Um assistente recomenda-a para a casa de fados mais famosa de então, o Retiro da Severa, mas Amália acaba por recusar esse convite, e depois adiar a resposta, e só em 1939 irá cantar nessa casa.

### Uma carreira que começa
Estreia-se no teatro de revista em 1940, como atracção da peça Ora Vai Tu, no Teatro Maria Vitória. No meio teatral encontra Frederico Valério, compositor de muitos dos seus fados.
Em 1943 divorcia-se a seu pedido. Torna-se então independente. Neste mesmo ano actua pela primeira vez fora de Portugal. A convite do embaixador Pedro Teotónio Pereira, canta em Madrid.
Em 1944 consegue um papel proeminente, ao lado de Hermínia Silva, na opereta Rosa Cantadeira, onde interpreta o Fado do Ciúme, de Frederico Valério. Em setembro, chega ao Rio de Janeiro acompanhada pelo maestro Fernando de Freitas para actuar no Casino Copacabana. Aos 24 anos, Amália tem já um espectáculo concebido em exclusivo para ela. A recepção é de tal forma entusiástica que o seu contrato inicial de quatro semanas se prolongará por quatro meses. É convidada a repetir a turné, acompanhada por bailarinos e músicos.
É no Rio de Janeiro que Frederico Valério compõe um dos mais famosos fados de todos os tempos: Ai Mouraria, estreado no Teatro República. Grava discos, vendidos em vários países, motivando grande interesse das companhias de Hollywood.
Em 1947 estreia-se no cinema com o filme Capas Negras, o filme mais visto em Portugal até então, ficando 22 semanas em exibição. Um segundo filme, do mesmo ano, é Fado, História de uma Cantadeira que é outro grande sucesso.
Amália é apoiada por artistas inovadores como Almada Negreiros e António Ferro. É esse que a convida pela primeira vez a cantar em Paris, no Chez Carrère, e a Londres, no Ritz, em festas do departamento de Turismo que o próprio organiza. Ricardo Espírito Santo também foi seu Mecenas.
A internacionalização de Amália aumenta com a participação, em 1950, nos espectáculos do Plano Marshall, o plano de apoio dos Estados Unidos à Europa do pós-guerra, em que participam os mais importantes artistas de cada país. O êxito repete-se por Trieste, Berna, Paris e Dublin (onde canta a canção Coimbra, que, atentamente escutada pela cantora francesa Yvette Giraud, é popularizada por ela em todo o mundo como Avril au Portugal).

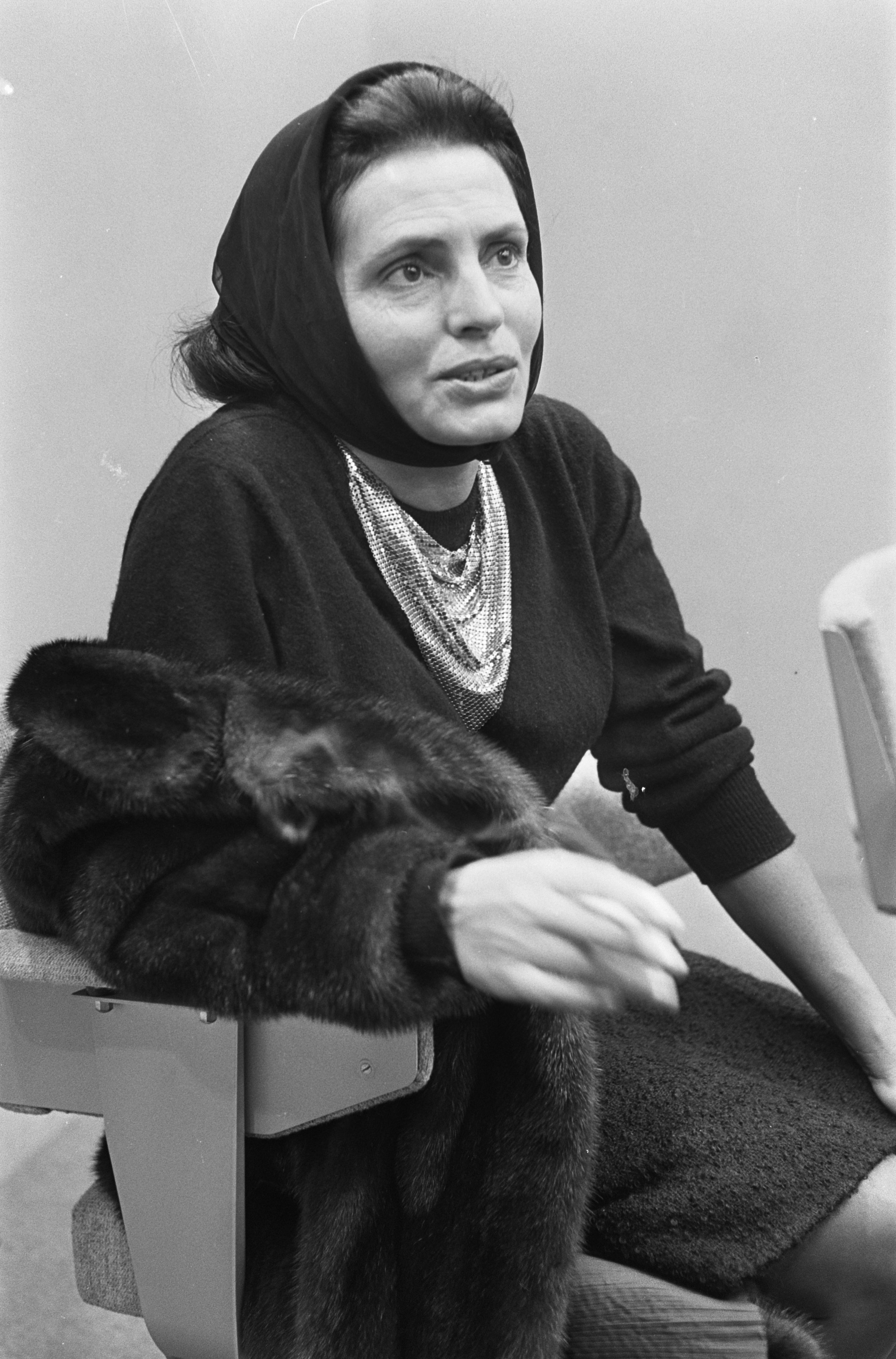
Amália Rodrigues em Amesterdão, 1964.

Em Roma, Amália actua no Teatro Argentina, sendo a única artista ligeira num espectáculo em que figuram os mais famosos cantores de música clássica.
Em setembro de 1952 a sua estreia em Nova Iorque fez-se no palco do La Vie en Rose, onde ficou 14 semanas em cartaz. Ainda nos Estados Unidos, em 1953 canta pela primeira vez na televisão (na NBC), no programa de Eddie Fisher patrocinado pela Coca-Cola, que teve que beber e de que não gostara nada. Grava discos de fado e de flamenco. Convidam-na para ficar, mas não fica porque não quer.
Nos EUA editou o seu primeiro LP (as gravações anteriores eram em discos de 78 rotações). Amalia Rodrigues Sings Fado From Portugal and Flamenco From Spain, lançado em 1954 pela Angel Records, assinala a sua estreia no formato do long-play, a 33 rotações, criado apenas seis anos antes e, na época, ainda longe de conhecer a expressão de mercado que depois viria a conquistar. O álbum, que seria editado em 1957 em Inglaterra e, um ano depois, em França, nunca teve prensagem portuguesa.
Amália dá ao fado um fulgor novo. Canta o repertório tradicional de uma forma diferente, num sincretismo do que é rural e do que é urbano.
Canta os grandes poetas da língua portuguesa (Camões, Bocage), além dos poetas que escrevem para ela (Pedro Homem de Mello, David Mourão Ferreira, Ary dos Santos, Manuel Alegre, O’Neill). Conhece também Alain Oulman, que lhe compõe várias canções, entre as quais o fado "Amor sem casa", com poema de Teresa Rita Lopes (a maior especialista pessoana).
O seu Fado de Peniche é proibido por ser considerado um hino aos que se encontram presos em Peniche, Amália escolhe também um poema de Pedro Homem de Mello, Povo que lavas no rio, que ganha uma dimensão política. Cantou ainda a famosa canção "Barco Negro", que no original era "Mãe Preta" (dos compositores brasileiros Caco Velho e Piratini) com os conhecidos versos:
Enquanto a chibata batia no seu amor/Mãe preta embalava o filho branco do Senhor.
A letra foi proibida pela censura em Portugal. O poeta David Mourão-Ferreira escreveu, então, outra, um belo poema de amor — Barco Negro. Amália gravou a versão original em 1978, após a revolução de 25 de Abril de 1974.
A 26 de abril de 1961, casa-se no Rio de Janeiro com o seu segundo marido, o engenheiro luso-brasileiro César Henrique de Moura de Seabra Rangel (Avelãs do Caminho, Anadia, 25 de novembro de 1923 — Zambujeira do Mar, Odemira, 11 de junho de 1997), filho de Augusto César de Seabra Rangel (Casa dos Rangel, Avelãs de Caminho, Anadia, 16 de abril de 1885 — idem, 28 de outubro de 1929), sobrinho-neto do 1.º Barão de Mogofores, e de sua mulher Teresa de Seabra de Moura, com quem fica até à morte deste, em 1997.
Em 1966, volta aos Estados Unidos, actuando no Lincoln Center, em Nova Iorque, com o maestro André Kostelanetz frente a uma orquestra, num programa essencialmente feito de canções do folclore português numa das noites e num outro, feito de fados (também com orquestra), na seguinte. O mesmo espectáculo foi encenado, dias depois, no Hollywood Bowl. Voltaria ao Lincoln Center em 1968.
Ainda em 1966, o seu amigo Alain Oulman é preso pela PIDE. Amália dá todo o seu apoio ao amigo e tudo faz para que seja libertado e posto na fronteira.
Em 1970, é editado o álbum Com Que Voz.
No ano de 1971, encontra finalmente Manuel Alegre, exilado em Paris.
Em 1974, grava o álbum Encontro — Amália e Don Byas com o saxofonista Don Byas.

### Amália após o 25 de Abril

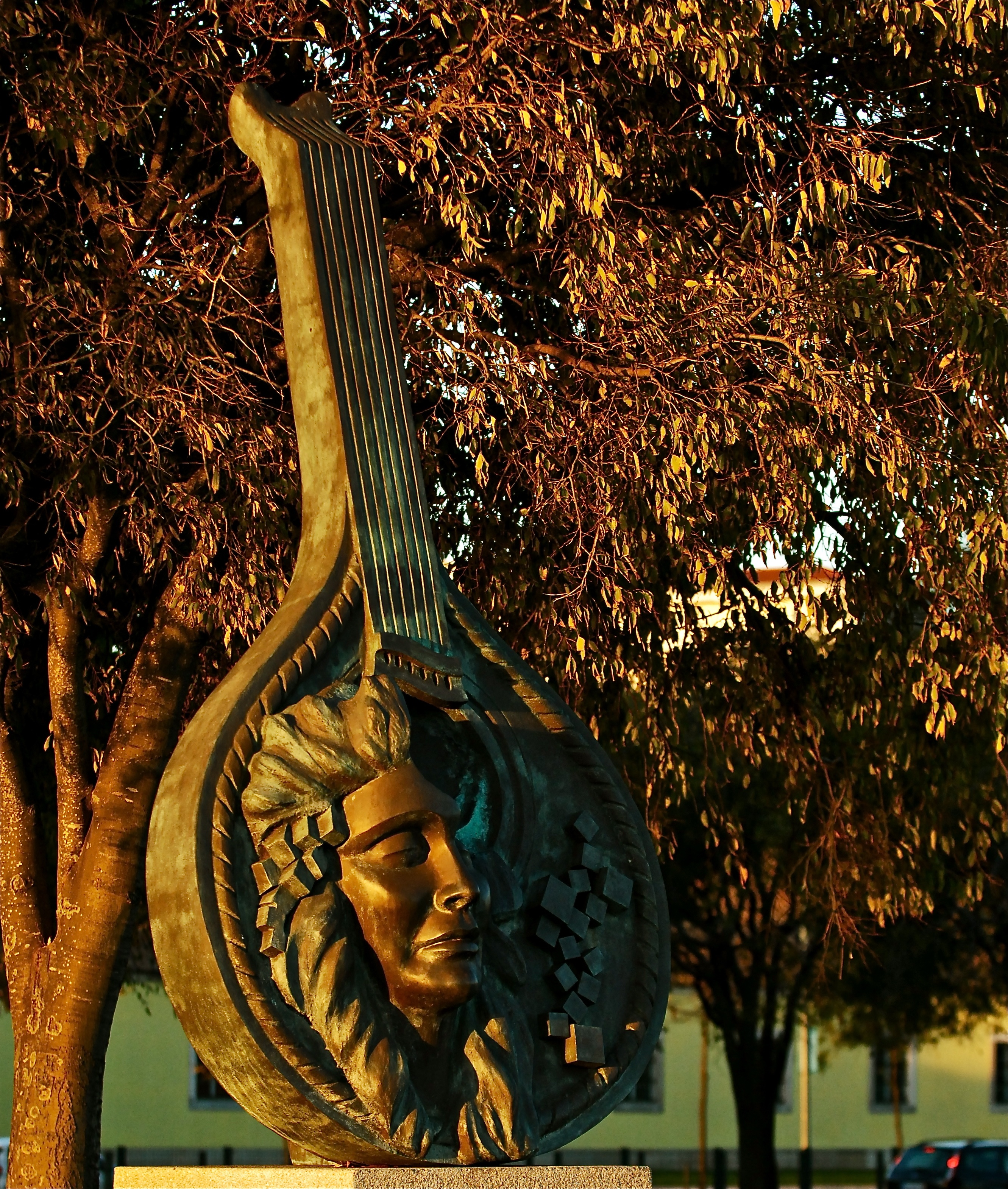
Homenagem ao Fado, a Amália e a Lisboa.

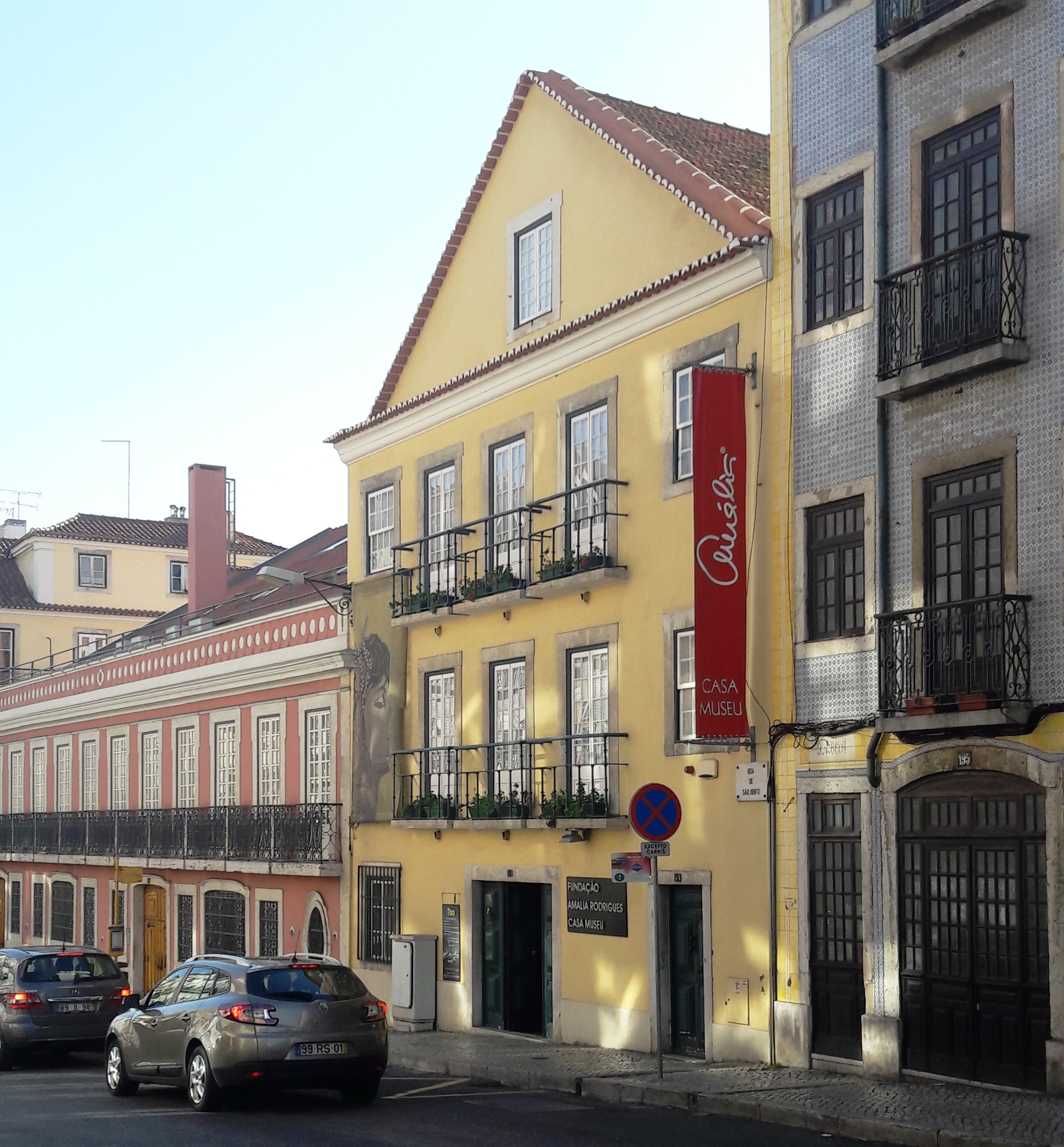
A casa de Amália Rodrigues, em Lisboa, hoje Casa-Museu.

Em 1976, é editado o disco Amália no Canecão gravado no Brasil. No mesmo ano, é lançado o álbum Cantigas da boa gente. Fandangueiro e Cantigas numa Língua Antiga são lançados em 1977.
No ano de 1980, é lançado o disco Gostava de Ser Quem Era. Em 1982, é lançado o Maxi-single Senhor Extraterrestre com dois temas de Carlos Paião. É editado o álbum Amália Fado com temas de Frederico Valério.
Em 1983, é editado o álbum Lágrima, a que se segue Amália na Broadway, em 1984.
Em 1985, a colectânea O Melhor de Amália: Estranha forma de vida obtém grande sucesso. É lançado um novo volume: O Melhor de Amália, vol. 2: Tudo isto é fado.
Ao mesmo tempo, atravessa dissabores financeiros que a obrigam a desfazer-se de algum do seu património.
Ao longo dos anos que passam, vê desaparecer o seu compositor Alain Oulman, o seu poeta David Mourão-Ferreira e o seu marido, César Seabra, com quem era casada há 36 anos, e que morre em 1997.
Em 1997, é editado pela Valentim de Carvalho o álbum Segredo com gravações inéditas realizadas entre 1965 e 1975. É ainda publicado o livro (Versos) com os seus poemas. É-lhe feita uma homenagem nacional na Exposição Mundial de Lisboa (Expo 98).
Em abril de 1999, Amália desloca-se pela última vez a Paris, sendo condecorada na Cinemateca Francesa, pelos muitos espectáculos que deu naquela cidade e, por dever-se a ela o facto da França começar a apreciar o fado. Já ligeiramente debilitada, agradeceu aos franceses o facto de se ter começado a projectar no mundo, pois foi a partir de França que os seus discos se começaram a espalhar.

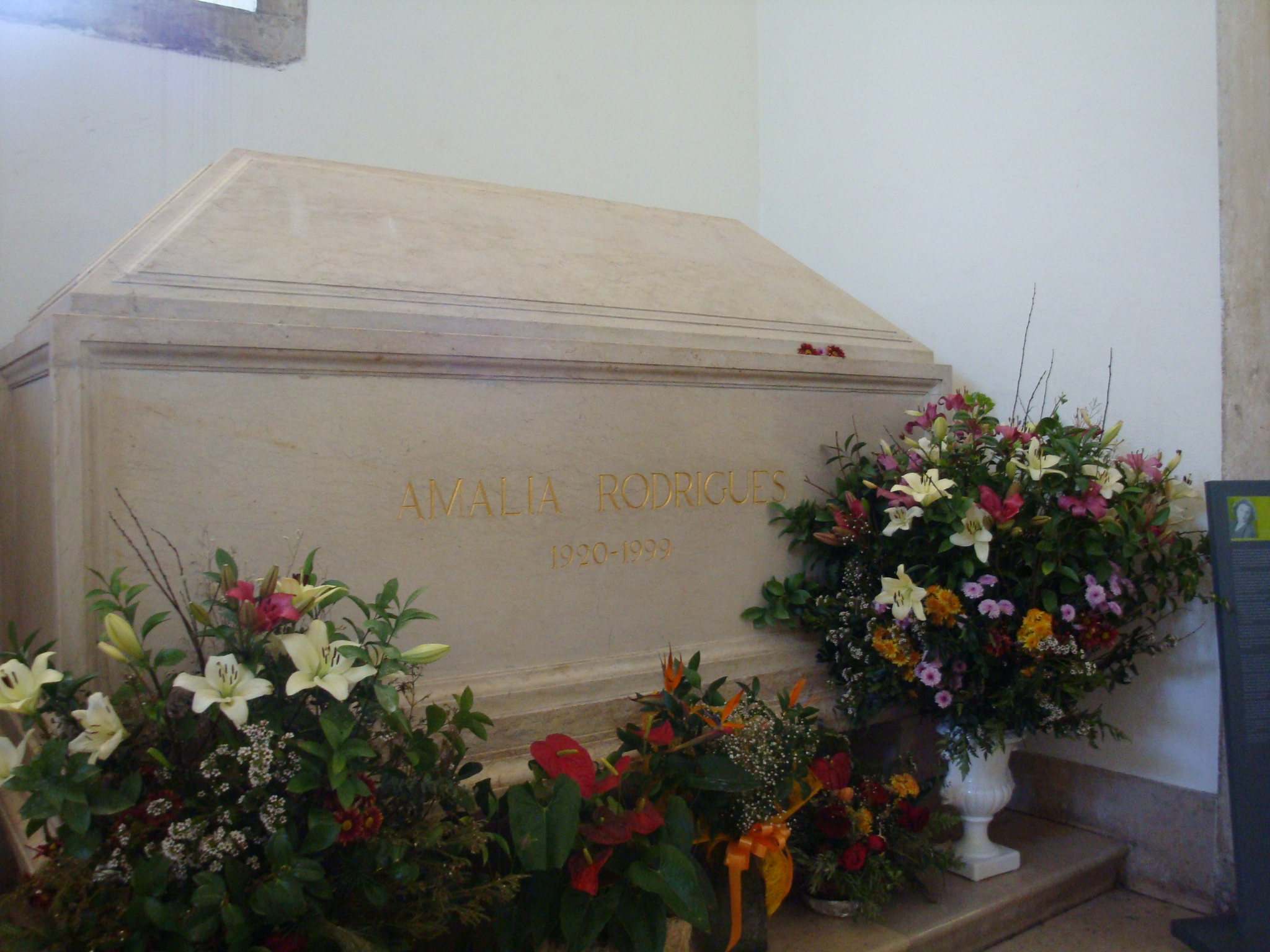
Túmulo de Amália, no Panteão Nacional.

A 6 de outubro de 1999, Amália Rodrigues morre, em sua casa, repentinamente, ao início da manhã, com 79 anos, poucas horas depois de regressar da sua casa de férias, no litoral alentejano. Imediatamente, o então primeiro-ministro, António Guterres, decreta Luto nacional por três dias. No seu funeral, centenas de milhares de lisboetas descem à rua para lhe prestar uma última homenagem. Foi sepultada no Cemitério dos Prazeres, em Lisboa. Dois anos depois, a 8 de julho de 2001, o seu corpo foi trasladado para o Panteão Nacional da Igreja de Santa Engrácia, em Lisboa (após pressão dos seus admiradores e uma modificação da lei que exigia um mínimo de quatro anos antes da trasladação), e onde repousam personalidades consideradas expoentes máximos da nacionalidade.
Amália Rodrigues torna-se a primeira mulher a receber honras de  Panteão Nacional.
Amália Rodrigues representou Portugal em todo o mundo, de Lisboa ao Rio de Janeiro, de Nova Iorque a Roma, de Tóquio à União Soviética, do México a Londres, de Madrid a Paris (onde actuou tantas vezes no prestigiadíssimo Olympia).
Propagou a cultura portuguesa, a língua portuguesa e o fado.

## Discografia
| Singles - 78 RPM - 1945: As penas - 1945: Perseguição - 1945: A tendinha - 1945: Sei finalmente - 1945: Fado do ciume - 1945: Ojos verdes - 1945: Corria atrás das cantigas (Mouraria) - 1945: Carmencita - 1945: Los piconeros - 1945: Passei por você - 1945: Troca de olhares - 1945: Duas luzes - 1945: Ai, Mouraria - 1945: sardinheiras - 1945: Maria da Cruz - 1945: Só à noitinha (saudades de ti) - 1951/52: Fado do ciúme - 1951/52: Fado malhoa - 1951/52: Não sei porque te foste embora - 1951/52: Amalia" - 1951/52: Ai, Mouraria - 1951/52: Que Deus me perdoe - 1951/52: Sabe-se lá - 1951/52: Confesso - 1951/52: Fado da saudade - 1951/52: Dá-me um beijo - 1951/52: Fado marujo - 1951/52: Fado das tamanquinhas - 1951/52: Ave-Maria fadista - 1951/52: Fria claridade - 1951/52: Fado da Adiça - 1951/52: Minha canção é saudade - 1951/52: La porque tens cinco pedras - 1951/52: Quando os outros batem - 1953: Novo Fado da Severa - 1953: Uma Casa Portuguesa - 1954: Primavera - 1955: Tudo isto é fado - 1956: Foi Deus - 1957: Amália no Olympia | EP - 1958: Alfama - 1962: Amália - 1963: Povo que lavas no rio - 1964: Estranha forma de vida - 1965: Amália canta Luís de Camões - 1966: Fado do Ciúme - 1967: Amália Canta Portugal I - 1969: Formiga Bossa Nossa - 1971: Oiça lá, ó Senhor Vinho - 1972: Cheira a Lisboa | Longas-duração - 1957: Amália no Olympia - 1962: Busto - 1965: Fado Português - 1967: Fados 67 - 1969: Marchas de Lisboa - 1969: Vou dar de beber à dor - 1970: Amália/Vinicius - 1970: Com que voz - 1971: Amália Canta Portugal II - 1971: Oiça Lá Ó Senhor Vinho - 1971: Amália no Japão - 1971: Cantigas de amigos - 1972: Amália Canta Portugal III - 1972: Amália em Paris - 1973: A Una Terra Che Amo - 1974: Amália no Café Luso - 1976: Amália no Canecão - 1976: Cantigas da boa gente - 1977: Fandangueiro - 1971: Anda o Sol na Minha Rua - 1977: Cantigas numa Língua Antiga - 1980: Gostava de Ser Quem Era - 1982: Amália Fado - 1983: Lágrima - 1984: Amália na Broadway - 1985: O Melhor de Amália: Estranha forma de vida - 1985: O Melhor de Amália, vol. 2: Tudo isto é fado - 1990: Obsessão - 1992: Abbey Road 1952 - 1997: Segredo |

## Na cultura popular

Desenho de Amália, numa rua em Lisboa.

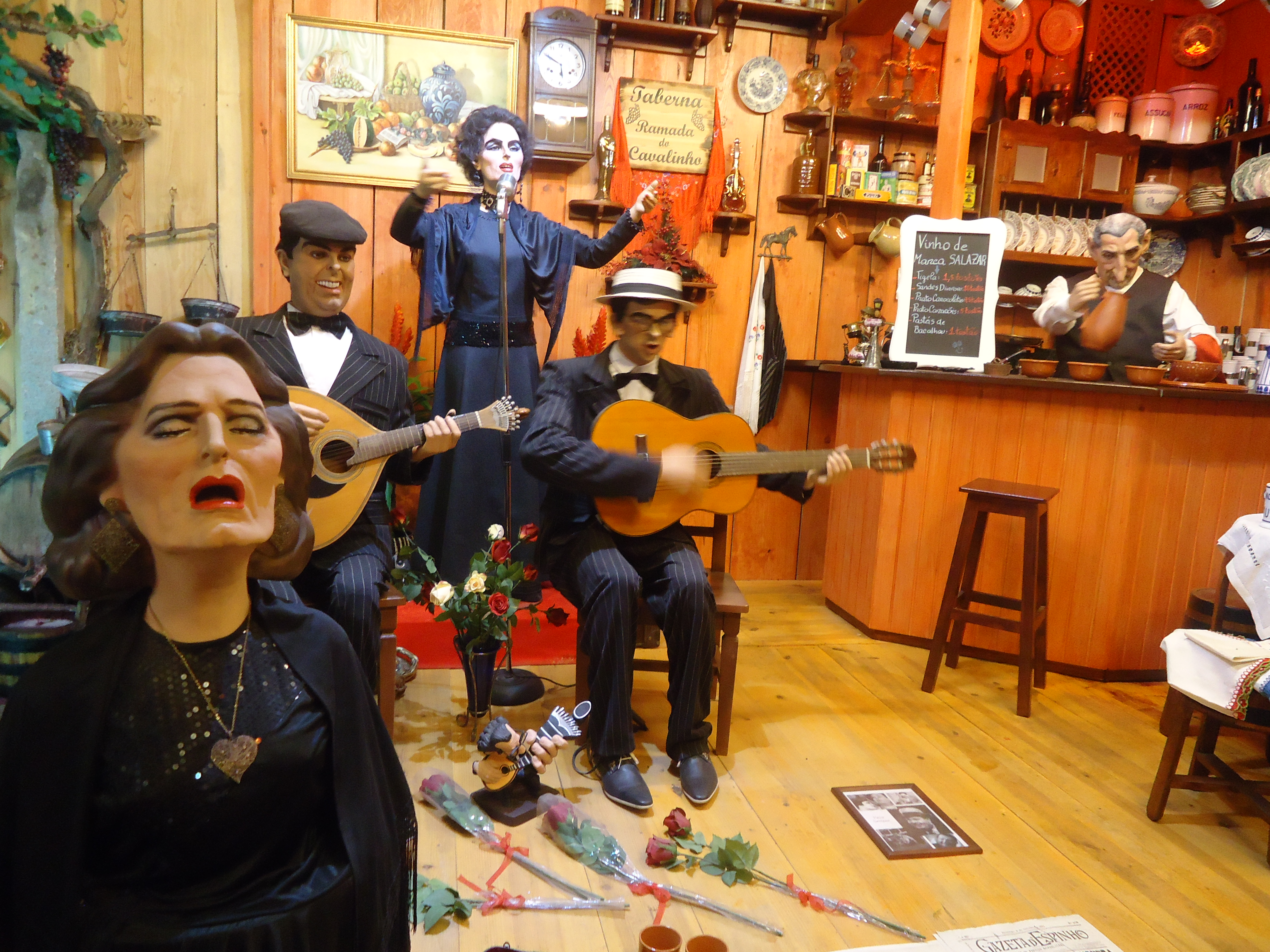
Módulo em homenagem a Amália, Presépio Cavalinho, Natal de 2015.

Bruno de Almeida realizou quatro filmes sobre Amália: Amália, Live in New York City (um filme-concerto de 1990 de um espectáculo em (Nova Iorque no Town Hall — auditório da cidade), Amália — uma estranha forma de vida (um documentário de cinco horas, em formato de série), Amália — Expo'98 (a respeito de um dia dedicado a Amália Rodrigues, por ocasião da Exposição Mundial de 1998 em (Portugal), e A Arte de Amália (documentário de 90 minutos, pensado para uma audiência internacional, que se estreou no Cinema Quad, em Nova Iorque, em dezembro de 2000).
Amália, o Filme, a primeira biografia ficcionada da diva do fado, estreia-se a 4 de dezembro de 2008. A rodagem do filme começou em junho de 2008. Com realização de Carlos Coelho da Silva, tem argumento de Pedro Marta Santos e de João Tordo. É produzido pela Valentim de Carvalho Filmes e conta com a participação financeira da RTP. Amália é encarnada pela actriz Sandra Barata Belo.
Filipe La Féria encenou dois musicais inspirados em Amália e na sua história de vida, o primeiro em 1999, intitulado Amália e protagonizado por Alexandra. Em 2012 La Féria encena o musical intitulado Uma Noite em Casa de Amália, protagonizado por Vanessa Silva, onde retrata uma das tertúlias que Amália fazia em sua casa.
O álbum Amália Hoje foi lançado em 2009 pelo projecto português Hoje com fados de Amália Rodrigues à luz da sonoridade pop actual.
Em 2014 a artista Amélia Muge publicou o álbum "Amélia com versos de Amália", que resultou de uma ideia original de Manuela de Freitas. José Mário Branco foi responsável pelos arranjos e direcção musical do álbum, sendo também responsável pela composição musical das canções "Tenho dois corações", "Quero cantar para a lua" e "Carta a Vitorino Nemésio".

## Condecorações
Ordens honoríficas portuguesas:
- Em 1948 ganha o prémio do SNI para a Melhor Actriz do Ano, pelo desempenho como actriz no filme "Fado, História de uma Cantadeira".
- A 16 de julho de 1958 é feita Dama da Ordem Militar de Sant'Iago da Espada. A distinção é entregue por Marcelo Caetano na Feira Internacional de Bruxelas.[27]
- Em 1965 ganha o prémio do SNI para a Melhor Actriz do Ano, pelo desempenho como actriz nos filmes "Fado Corrido" e "As Ilhas Encantadas"
- Em 1966 ganha o prémio Pozal Domingues para o EP "Fandangueiro". Ganha também em 1966, este mesmo prémio para o EP "Vou Dar De Beber À Dor".
- A 16 de fevereiro de 1971 é elevada a Oficial da Ordem Militar de Sant'Iago da Espada.[nota 2]
- A 7 de julho de 1980 ganha a Medalha de Ouro da Cidade de Lisboa no Teatro de São Luis.
- A 9 de abril de 1981 é feita Grande-Oficial da Ordem do Infante D. Henrique.[nota 3]
- Em 1986 ganha a Medalha de Ouro da Cidade do Porto.
- A 4 de janeiro de 1990 é elevada a Grã-Cruz da Ordem Militar de Sant'Iago da Espada, entregue no Coliseu dos Recreios por Mário Soares.[27]
- A 27 de julho de 1998 é elevada a Grã-Cruz da Ordem do Infante D. Henrique.[nota 4]

Ordens estrangeiras:
- Em 1959 ganha a Grande Medalha de Prata da Cidade de Paris.
- Em 1970 é feita Dama (Chevalier) da Ordre des Arts et des Lettres, de França.
- Em 1971 recebeu a Ordem Nacional dos Cedros do Líbano.[nota 5]
- Em 1985 é elevada ao grau de Comendadora (Commandeur) da Ordre des Arts et des Lettres, de França entregue por Jack Lang, Ministro da Cultura.
- Em 1990 recebeu o grau de Grã-Cruz da Ordem de Isabel a Católica.
- Em 1991 recebeu o grau de Dama (Chevalier) da Légion d'honneur de França, entregue pelo presidente Mitterrand.